# Economia do Uzbequistão
A economia do Uzbequistão reflete uma das zonas mais pobres da antiga União Soviética com mais de 60% da sua população vivendo em comunidades rurais densamente povoadas. O Uzbequistão era o 2º maior exportador de algodão no mundo, um grande produtor de ouro e gás natural, e ao nível regional um importante produtor de produtos químicos e maquinaria. Porém nos últimos anos, algumas secas prolongadas têm diminuído a produção de algodão. Em 2012, de acordo com estimativas da CIA, o Produto interno bruto do país alcançou 103,900 bilhões.
O país enfrentou dificuldades no processo de transição do socialismo para a economia de mercado, o que gerou desemprego e pobreza na década de 1990. Isso refletiu no PIB, que entre 1990 e 1998, diminuiu em média 2%. Hoje o PIB tem um bom ritmo de crescimento.

## Comércio exterior

Exportações do Uzbequistão em 2019

Em 2020, o país foi o 78º maior exportador do mundo (US $ 14,9 bilhões em mercadorias, 0,1% do total mundial). Na soma de bens e serviços exportados, chega a US $ 16,9 bilhões e fica em 84º lugar mundial. Já nas importações, em 2019, foi o 70º maior importador do mundo: US $ 21,8 bilhões.

## Setor primário

### Agricultura
O Uzbequistão produziu, em 2018:
- 5,4 milhões de toneladas de trigo;
- 2,9 milhões de toneladas de batata;
- 2,2 milhões de toneladas de algodão (8º maior produtor do mundo);
- 2,2 milhões de toneladas de tomate (14º maior produtor do mundo);
- 2,1 milhões de toneladas de cenoura (2º maior produtor do mundo, somente atrás da China);
- 1,8 milhões de toneladas de melancia (8º maior produtor do mundo);
- 1,5 milhões de toneladas de uva (15º maior produtor do mundo);
- 1,4 milhões de toneladas de cebola (15º maior produtor do mundo);
- 1,1 milhões de toneladas de maçã (14º maior produtor do mundo);
- 857 mil toneladas de pepino (7º maior produtor do mundo);
- 743 mil toneladas de repolho;
- 493 mil toneladas de damasco (2º maior produtor do mundo, somente atrás da Turquia);
- 413 mil toneladas de milho;
- 254 mil toneladas de alho;
- 221 mil toneladas de arroz;
- 172 mil toneladas de cereja;
- 161 mil toneladas de pêssego;
- 134 mil toneladas de ameixa (17º maior produtor do mundo);

Além de produções menores de outros produtos agrícolas.

### Pecuária
Em 2019, o Uzbequistão produziu 10,6 bilhões de litros de leite de vaca (17º maior produtor do mundo), 938 mil toneladas de carne bovina (15º maior produtor do mundo), 173 mil toneladas de carne de cordeiro, 63 mil toneladas de carne de frango, 13 mil toneladas de mel, entre outros.

## Setor secundário

### Indústria
O Banco Mundial lista os principais países produtores a cada ano, com base no valor total da produção. Pela lista de 2004, o Uzbequistão tinha a 66ª indústria mais valiosa do mundo (US $ 11,3 bilhões).
Em 2019, o Uzbequistão era o 31ª maior produtor de veículos do mundo (271 mil),  mas não estava entre os 40 maiores produtores de aço. Em 2018, o país foi o 7º maior produtor mundial de óleo de algodão e o 15º maior produtor mundial de lã.

### Mineração
Em 2019, o país era o 5º maior produtor mundial de urânio; 12º maior produtor mundial de ouro; 7º maior produtor mundial de rênio;  12º maior produtor mundial de molibdênio; 21º maior produtor mundial de fosfato, e o 19º maior produtor mundial de grafite

### Energia
Nas energias não-renováveis, em 2020, o país era o 56º maior produtor de petróleo do mundo, extraindo 37,9 mil barris/dia. Em 2011, o país consumia 137,1 mil barris/dia (70º maior consumidor do mundo). Em 2015, o Uzbequistão era o 15º maior produtor mundial de gás natural, 55,7 bilhões de m3 ao ano. Em 2017 o país era o 23º maior consumidor de gás (41,6 bilhões de m3 ao ano) e era o 16º maior exportador de gás do mundo em 2014: 14,7 bilhões de m3 ao ano. Na produção de carvão, o país foi o 34º maior do mundo em 2018: 3,9 milhões de toneladas.
Nas energias renováveis, em 2020, o Uzbequistão não tinha energia eólica nem energia solar.